# Calista Hendrickson
Calista Hendrickson (geb. vor 1981) ist eine US-amerikanische Kostümbildnerin. Besondere Bekanntheit erlangte sie dafür, dass sie über viele Jahre lang die Puppen der Muppet Show einkleidete und auch die Kostüme der ersten Muppets-Filme entwarf. Hendrickson gewann 1989 einen Daytime Emmy Award für ihre Kostüme für die Fernsehserie Encyclopedia und erhielt eine Nominierung für ihre Kostüme für die Muppet-Show und 1981 für die Jim-Henson-Weihnachtsproduktion Emmet Otter's Jug-Band Christmas.
Prägend wurde Hendrickson dafür, dass sie Jim Henson davon überzeugte, Miss Piggy verschiedene Kostüme tragen zu lassen, die sie entwarf und so entscheidend deren Stil beeinflusste. Von Hendrickson stammen typische Accessoires von Miss Piggy wie die Federboas oder breitkrempige Hüte. Über den Stil sagte sie, dass sie Miss Piggy immer expressiv und exzessiv eingekleidet habe. Sie sei immer im Zentrum der Aufmerksamkeit gewesen. Dabei hätte sie sie nicht immer geschmackssicher angezogen, aber immer so, dass Aufwand und Mühe erkennbar gewesen wären.
Die Filme, an denen Hendrickson beteiligt war, waren der Muppet Movie (1979), Der große Muppet Krimi (1981) und Die Muppets erobern Manhattan (1984).
Außerhalb ihrer Arbeit für die Muppets war Hendrickson an einigen weiteren Filmen beteiligt: Keiner kommt hier lebend raus (1991), dem Fernsehfilm Jacob Have I Loved (1987–1988) und die Fernsehserie Encyclopedia. (1987–1988).